# Майдановка (Черкасская область)
Майда́новка (укр. Майданівка) — село в Звенигородском районе Черкасской области Украины.
Население по переписи 2001 года составляло 307 человек. Почтовый индекс — 20231. Телефонный код — 4740.

## Местный совет
20220, Черкасская обл., Звенигородский р-н, с. Хлипновка